# Тупик (Хакасия)
Тупи́к — деревня в Ширинском районе Хакасии. Входит в Спиринский сельсовет.

## География
Расположена на реке Туим, в 13 км к югу от райцентра — села Шира, в 7 км от центра сельского поселения, аала Малый Спирин, и в 1,5 км северо-западнее железнодорожной станции Туим. По западной окраине деревни проходит железная дорога Ачинск — Абакан.
Уличная сеть
- ул. Горная
- ул. Зелёная
- ул. Советская
- ул. Туимская

## Население
| 2002 | 2010 |
| ---- | ---- |
| 217  | ↘133 |

В посёлке 56 дворов.

## История
Название селение получило в начале XX века, когда строилась Ачинско-Минусинская железная дорога.

## Инфраструктура
Начальная общеобразовательная школа (МОУ Тупикская НОШ № 27) и местный поселковый клуб.